# Erythrura kleinschmidti
El diamante piquirrosado (Erythrura kleinschmidti) es una especie de ave paseriforme de la familia Estrildidae Endémica de la isla de Viti Levu, en el archipiélago de Fiyi. Suele encontrarse en bosques maduros tranquilos del centro y este de Viti Levu. Suele vivir en los troncos y ramas de árboles, alimentándose de insectos y frutas.

## Taxonomía
Son aves pequeñas con alas redondeadas. La mayoría son de color verde, y una cola roja, característica que le da su nombre científico Erythrura, que deriva del griego antiguo ερυθρός erythros, "rojo", y ουρά oura, "cola".
Fue inicialmente descrita como Amblynura kleinschmidti por el naturalista alemán Otto Finsch en 1878. El nombre binomial conmemora al explorador y coleccionista alemán Theodor Kleinschmidt (1834–1881), que descubrió a la especie en Viti Levu en 1877.

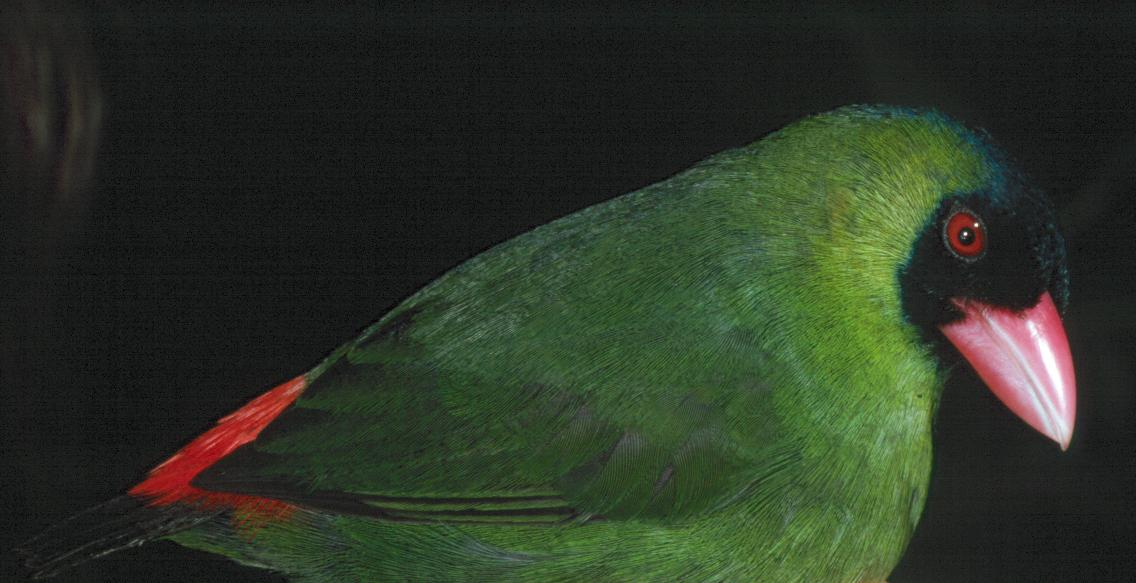
Diamante Piquirrosado, Savura Cr., Viti Levu.

## Distribución y hábitat
El diamante piquirrosado es endémico del oeste de Fiyi, y solo habita en el centro y en el este de la isla principal, Viti Levu, aunque también ha sido avistado en Yasawa en 2012. Vive en zonas tranquilas de los bosques más maduros. Ha desaparecido de muchos lugares que antes habitaba, pero no se sabe la razón de ello.

## Comportamiento
Este pájaro es encontrado normalmente solo, en pares o en pequeñas familias. Es sedentario, aunque en la época de apareamiento se une en grandes bandadas. Construye sus nidos con hojas secas, incluyendo bambú, y líquenes.

## Depredadores y parásitos

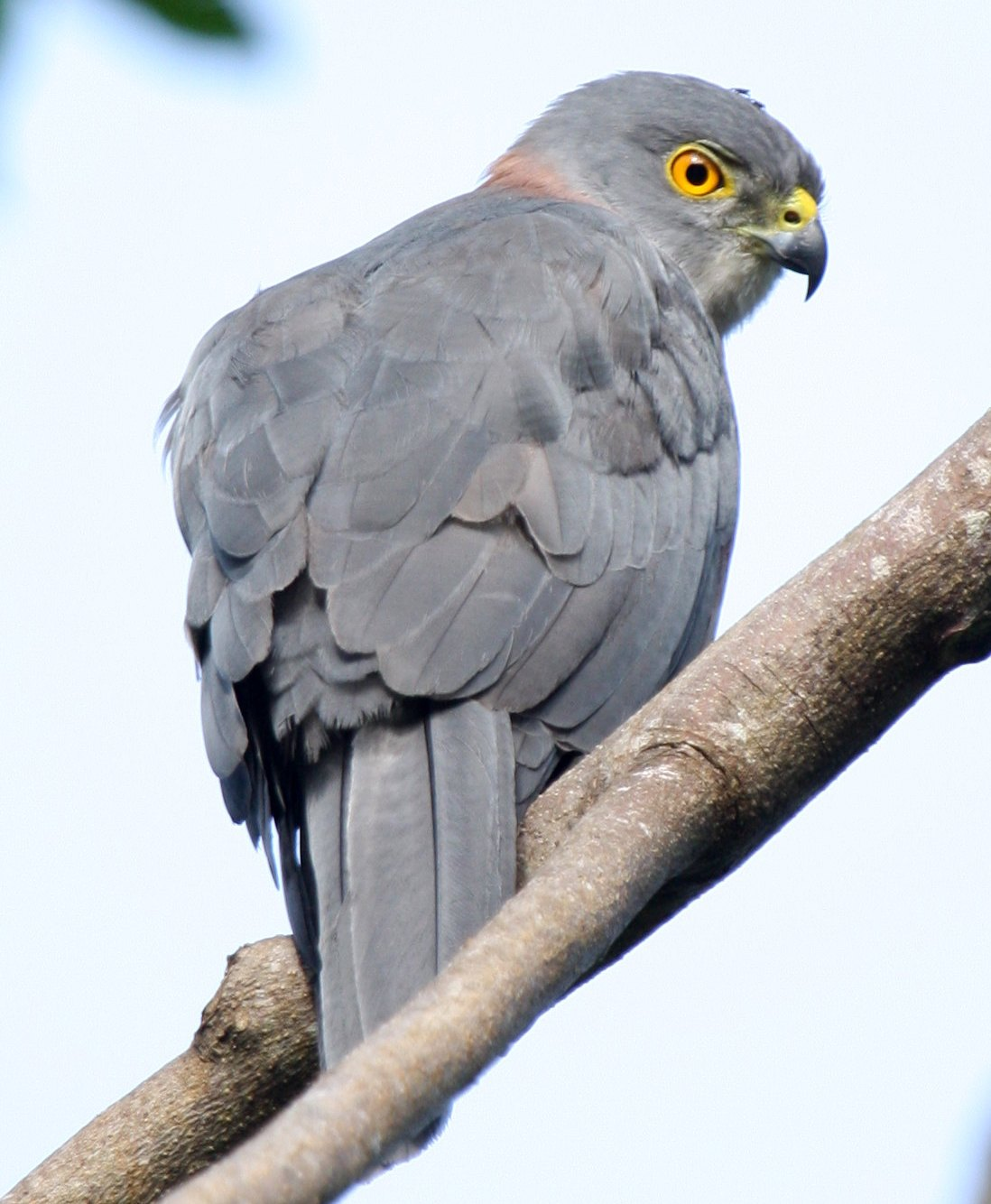
El gavilán de Fiyi es un depredador endémico especialista de pequeñas aves.

El depredador más común de esta ave es el endémico gavilán de Fiyi, y el aguilucho lagunero del Pacífico. También le suponen un peligro las subespecies locales de halcón peregrino.
El diamante piquirrojo no posee parásitos registrados, pero si se ha encontrado microsporidiosis y malaria aviar en poblaciones locales.

## Estatus
Está considerada una especie amenazada dada la pérdida de su hábitat que se está adecuando a la agricultura además de que desde la introducción de la mangosta se ha reducido mucho el número de estas aves.
Se está empezando a proteger y a conservar en los bosques de Suva.